# NGC 2095
NGC 2095 est un amas ouvert situé dans la constellation de la Dorade. Cet amas est situé dans le Grand Nuage de Magellan. Il a été découvert par l'astronome britannique John Herschel en 1835. Il est aussi possible que l'astronome écossais James Dunlop ait observé cet amas en 1826. 